# Fernsteinsee
Der Fernsteinsee ist ein kleiner Bergsee am Fernpass im Gemeindegebiet von Nassereith in Tirol. Er liegt auf 934 Meter Höhe. Der See befindet sich im Privatbesitz und ist mit seinen nördlich davon gelegenen Nachbarn Samarangersee und Schanzlsee ein beliebtes Gewässer für Sporttaucher. Der See ist 550 Meter lang und bis zu 540 Meter breit und weist im Südosten und im Nordosten Tiefen bis maximal 17 Meter auf. Die Gesamtfläche des Sees beträgt 182.222 m². Davon entfallen 140.824 m² auf die Wasserfläche und 41.398 m² auf die Insel.
Die zu einem Hotel umgebaute Burg Fernstein liegt am westlichen Ufer des Sees an der Fernpassstraße (B 179). Im Fernsteinsee auf einer von einem Tomahügel gebildeten Insel steht die Ruine des Jagdschlosses Sigmundsburg, dessen Baubeginn um 1451 datiert ist.
Der Besitzer des Sees verlangt, dass Taucher mindestens 80 im Logbuch dokumentierte Tauchgänge vorweisen und mindestens zwei Nächte im Hotel Fernstein übernachten.